# Bibliothèque de la Compagnie de Jésus

La Bibliothèque de la Compagnie de Jésus est une œuvre bibliographique de 12 volumes, introduisant en quelques lignes tous les écrits ayant pour auteur un jésuite, de la fondation de la Compagnie de Jésus (1540) à la fin du XIXe siècle. 

## Histoire
Nathaniel Bacon, jésuite anglais et secrétaire de la Compagnie de Jésus avait publié à Rome, en 1676, une Bibliotheca Scriptorum Societatis Jesu. Découvrant l’œuvre de Bacon alors qu’il fait ses études de théologie à Louvain (dans les années 1840) le jésuite belge Augustin de Backer décide de la réviser et la mettre à jour en y appliquant les méthodes bibliographiques modernes du XIXe siècle.   
Il se mit à visiter bibliothèques belges et étrangères et, avec l’aide de son frère Alois De Backer (également jésuite) commença en 1853 la publication de la Bibliothèque des écrivains de la Compagnie de Jésus. Pour chaque auteur une introduction biographique était donnée, et pour chaque livre la liste ses différentes éditions. La première édition, en 7 volumes (de 1853 à 1871) fut bien reçue par les milieux académiques. 
Pour la seconde édition le nom d’un nouveau collaborateur apparaît sur la page de garde: Carlos Sommervogel. Invité à reprendre l’œuvre du père De Backer après son décès, le jeune jésuite français s’installe à Louvain et prépare une nouvelle édition, refondue et amplifiée de l’immense œuvre bibliographique.  De 1890 à 1900, neuf volumes sortent de presse, d’abord à Bruxelles puis à Paris, sous un titre légèrement différent : la ‘Bibliothèque de la Compagnie de Jésus’. Des suppléments sont régulièrement ajoutés à l’œuvre monumentale. 

## Édition en libre accès
L'édition de 1890 est désormais libre de droits et ses volumes sont consultables en ligne sur Internet Archive :
| 1  | Abad — Boujart                                            | https://archive.org/details/bibliothquedelac01back |
| 2  | Boulanger — Desideri                                      | https://archive.org/details/bibliothquedelac02back |
| 3  | Desjacques — Gzowski                                      | https://archive.org/details/bibliothquedelac03back |
| 4  | Haakkman — Lorette                                        | https://archive.org/details/bibliothquedelac04back |
| 5  | Lorini — Ostrozanski                                      | https://archive.org/details/bibliothquedelac05back |
| 6  | Otazo — Rodriguez                                         | https://archive.org/details/bibliothquedelac06back |
| 7  | Roeder — Thonhauser                                       | https://archive.org/details/bibliothquedelac07back |
| 8  | Thor — Zype Supplément : Aage — Casaletti                 | https://archive.org/details/bibliothquedelac08back |
| 9  | Supplément : Casaliccio — Zweisig Anonymes et pseudonymes | https://archive.org/details/bibliothquedelac09back |
| 10 | Tables de la première partie                              | https://archive.org/details/bibliothquedelac10back |
| 11 | Histoire                                                  | https://archive.org/details/bibliothquedelac11back |
| 12 | Supplément                                                | https://archive.org/details/bibliothquedelac12back |

## Dernière édition
La dernière édition de la Bibliothèque de la Compagnie de Jésus fut publiée en 1960 avec deux volumes supplémentaires. Le volume 11 est une compilation d’écrits historiques sur les Jésuites (par Pierre Bliard), d’abord chronologique (1re partie) puis géographique (2e partie). Le volume 12 est un ‘supplément’ rassemblant toutes les corrections et additions à faire à l’œuvre de De Backer-Sommervogel. 
L’ouvrage, reste une référence majeure pour tout ce qui concerne les écrits des jésuites, de la fondation de la Compagnie de Jésus (1540) à la fin du XIXe siècle.